# جو کرست
جو کرست (انگلیسی: Joe Chrest؛ زادهٔ ۲۶ مهٔ ۱۹۶۳) بازیگر و دانشگاهی اهل ایالات متحده آمریکا است. وی از سال ۱۹۹۳ میلادی تاکنون مشغول فعالیت بوده است. او در بسیاری فیلم‌ها و برنامه‌های تلویزیونی از جمله خیابان جامپ شماره ۲۱، خیابان جامپ شماره ۲۲، پیرپسر، سرخدمتکار، سرسبز و در نقش تد ویلر در سریال چیزهای عجیب بازی کرده است.